# Lista de representantes permanentes da Croácia nas Nações Unidas
Esta é uma lista de representantes permanentes da Croácia, ou outros chefes de missão, junto da Organização das Nações Unidas em Nova Iorque.
A Croácia foi admitida como membro das Nações Unidas a 22 de maio de 1992.
| Início | Término | Representante permanente (Chefe de missão) | Cargo                    | Credenciais |
| ------ | ------- | ------------------------------------------ | ------------------------ | ----------- |
| 1992   | 1992    | Zvonimir Šeparović                         | Representante permanente |             |
| 1992   | 1997    | Mario Nobilo                               | Representante permanente |             |
| 1997   | 2003    | Ivan Šimonović                             | Representante permanente | 1997-02-18  |
| 2003   | 2005    | Vladimir Drobnjak                          | Representante permanente | 2003-07-18  |
| 2005   | 2008    | Mirjana Mladineo                           | Representante permanente | 2005-07-14  |
| 2008   | 2009    | Neven Jurica                               | Representante permanente | 2008-02-19  |
| 2009   | 2013    | Ranko Vilović                              | Representante permanente | 2009-09-18  |
| 2013   | atual   | Vladimir Drobnjak                          | Representante permanente | 2013-08-05  |